# One Park Drive
One Park Drive, auch Wood Wharf Tower 1, ist ein Wolkenkratzer im Stadtbezirk Tower Hamlets in London, Vereinigtes Königreich. Der Wohnturm wurde vom bekannten Schweizer Architekturbüro Herzog & de Meuron entworfen.

## Beschreibung
Der Wolkenkratzer befindet sich in der südwestlichen Ecke von Wood Wharf im Viertel Canary Wharf im Stadtteil Docklands direkt gegenüber der Insel Isle of Dogs in London. Das Gebäude steht am nördlichen Ufer des South-Dock-Kanals. Westlich und nördlich liegt der „Canary-Wharf-Bürokomplex“ mit dem 235 m hohen bekannten Büroturm One Canada Square. Östliches Nachbargebäude ist das Wohnhochhaus 10 Park Drive.
Das Hochhaus One Park Drive wurde von 2016 bis 2021 erbaut. Das Gebäude ist der erste Wohnturm, der vom Schweizer Architekturbüro Herzog & de Meuron im Vereinigten Königreich entworfen wurde. Der Wolkenkratzer hat eine offizielle Höhe von 204,8 m (672 Fuß) und besitzt 58 Stockwerke. Er hat eine zylindrische Form mit Einschnitten und dynamisch gestaffelten Volumina und beherbergt 483 Apartments und Penthouses. Die oberen Etagen besitzen Balkone mit doppelter Höhe. Mit Stand 2023 ist One Park Drive das neunthöchste Gebäude im Vereinigten Königreich.